# There's the Rub
There's the Rub è il quinto album in studio del gruppo rock inglese Wishbone Ash, pubblicato nel 1974.

## Tracce
1. Silver Shoes – 6:36
2. Don't Come Back – 5:12
3. Persephone – 7:02
4. Hometown – 4:48
5. Lady Jay – 6:00
6. F.U.B.B. – 9:33

## Formazione
- Andy Powell - chitarre, voce, mandolino
- Laurie Wisefield - chitarre, voce, banjo
- Martin Turner - basso, voce
- Steve Upton - batteria, percussioni